# Musée de la ville de New York
Le musée de la ville de New York (en anglais : Museum of the City of New York) est un musée fondé en 1923, afin de présenter l'histoire de la ville de New York et ses habitants. Il est situé au nord du Museum Mile, section de la Cinquième Avenue qui comporte de nombreux musées, parmi lesquels le Metropolitan Museum of Art, à Manhattan.

## Histoire
Le musée est à la charge de la municipalité de la ville de New York, contrairement à son voisin, la société historique de New York (New York Historical Society) qui bénéficie de fonds privés.
Le bâtiment que le musée occupe actuellement, composé de briques rouges et de calcaire a été imaginé par Joseph J. Freedlander dans un style néo-géorgien. Sa construction a débuté en 1928, pour s'achever en 1930.

## Collections
Les collections de ce musée comprennent des peintures, des dessins, des gravures ainsi que des photographies qui représentent la ville de New York et ses résidents, ainsi que des objets décoratifs, des meubles, des jouets, des livres et manuscrits rares. On peut aussi retrouver des collections militaires, provenant de la marine, ou des départements de police et des pompiers, ainsi qu'une collection sur le théâtre (traitant de l'âge d'or de Broadway.)

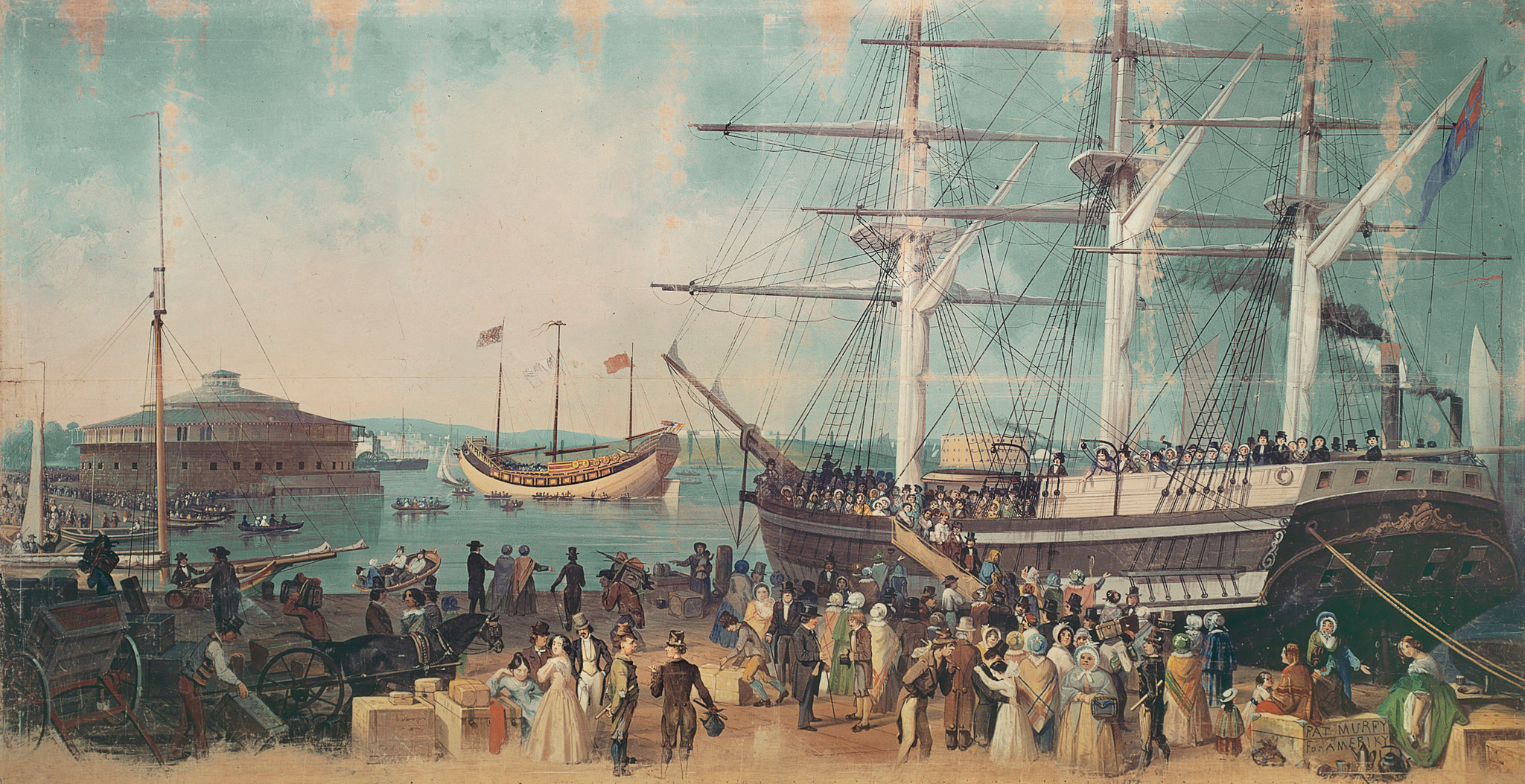
The Bay and Harbor of New York de Samuel Waugh (en) (1814-1885), montrant l'arrivée du Junk Keying dans le port de New York en juillet 1847 (vers 1853-1855)
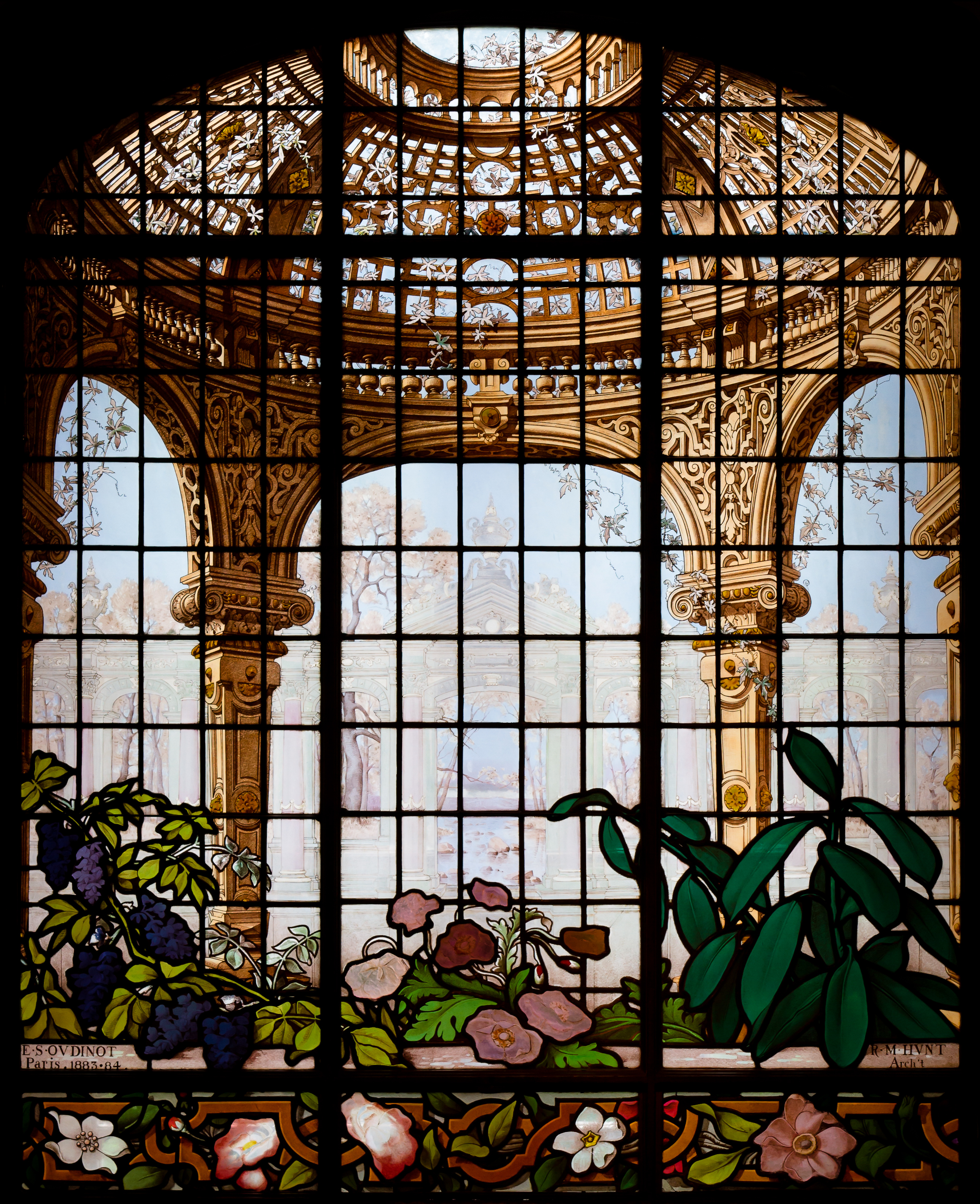
Vitrail fait pour la maison de Henry Gurdon Marquand (en) (vers 1883-1884)